# 千宗室 (11代)
11代千 宗室（せん そうしつ、1810年（文化7年） - 1877年（明治10年）7月11日）は、日本の茶人で裏千家11代家元。号は精中、玄々斎。

## 人物
1810年（文化7年）三河国奥殿藩4代藩主（大給）松平乗友の五男として生まれる。1819年（文政2年）に10代柏叟宗室（認得斎）の養子となった。1826年（文政9年）に認得斎が没し、その長女萬地と結婚して11代家元となる。
萬地は1845年（弘化2年）に亡くなり、認得斎次女の照を後妻とする。萬地との間に長男（夭逝）、照との間に次男千代松（一如斎、1846年 - 1862年）、長女猶鹿子（1850年 - 1916年）が生まれた。一如斎は後継と目されていたが1862年（文久2年）に没したため、翌1863年に兄渡辺規綱の末子である正綱を養子（宗淳、徹玄斎）とするも後に離縁となる。明治維新を経た1871年に京角倉家・角倉玄祐の子を婿養子とし、12代家元（又玅斎）とする。その後も隠居ながら精力的に活動し、1877年（明治10年）7月11日に没した。

## 業績
1840年（天保11年）の利休250年忌に際し、今日庵の建物の増築を重ね、現在重要文化財となっているものは多くがこの時のもの。同年、江戸に招かれ尾張藩主徳川斉荘に茶道伝授を行っている。1849年（嘉永2年）に今日庵の表門である兜門を建て、また尊超入道親王を迎えて献茶するにあたり逆勝手大炉を切った。1860年（万延元年）に点茶盤による立礼点前を考案する。1865年（慶応元年）には禁裏献茶を行い、その時に残った茶を入れた中次（献残中次）を用い古袱紗を下敷きにする和巾点を復興披露した。

## 著作
- 『法護普須磨』（1856年）NDLJP:2538335
もとは初学者のため伝授事項の目録を大炉の間の襖に認めたもの。
- 『茶道の源意』（1872年）
明治新政府が茶の湯の宗匠を遊芸人として扱い芸能鑑札をもって規制しようとした際、単なる遊芸ではなく儒教的基礎を持つ精神文化であることを主張した口上書。これは三千家連名で京都府知事に提出され、その主張が認められた。